# OpenRISC
OpenRISC è un progetto di hardware libero di un microprocessore RISC sviluppato da OpenCores e rilasciato sotto GNU Lesser General Public License. Il processore è descritto con il linguaggio Verilog ed è sintetizzabile su ASIC o su FPGA.
Il GNU toolchain è stato portato sull'ambiente OpenRISC e gli ambienti di sviluppo di molti linguaggi sono stati resi disponibile per la piattaforma. I sistemi operativi Linux e μClinux sono disponibili per il processore.

## Instruction set
L'instruction set, vale a dire l'insieme delle istruzioni che il microprocessore è capace di eseguire, è molto simile a quello del MIPS. Usa una architettura load-store a 3 operandi con registri general purpose a 16 o 32 bit. Esistono implementazioni a 64 bit.
Ha un vasto insieme di istruzioni di tipo SIMD pensate per l'elaborazione di segnali digitali.